# Борщ київський
Борщ київський ― страва української кухні, різновид борщу.

## Приготування
Яловичину заливають буряковим квасом і гарячою водою, варять до готовності. М’ясо нарізують шматочками, а бульйон проціджують. Помиті помідори нарізують, припускають на маслі і протирають через сито. Буряки шаткують соломкою і тушкують з дрібно порубаною баранячою грудинкою, додаючи прозорого бульйону. Цибулю і коріння моркви, петрушки та селери шаткують і злегка обсмажують на маслі. Сало товчуть з сирою цибулею і зеленню петрушки.
У проціджений киплячий бульйон кидають нарізану кубиками картоплю, шатковану капусту і варять 10 хв. Потім кладуть тушкований буряк разом з бараниною, злегка обсмажене коріння, цибулю, томат, нарізані кислі яблука, зварену квасолю, товчене сало, лавровий лист, червоний перець, сіль, вливають квас і варять до готовності картоплі і капусти. У тарілки з борщем кладуть м’ясо, сметану і посипають січеною зеленню петрушки.

### Варіанти страви
- Борщ по-київськи з грибам
- Борщ київський без м'яса

## Необхідні компоненти
На 200 г яловичини і 200 г баранини — 400 г свіжої капусти, 400 г картоплі, 250 г буряків, 2 ст ложки квасолі, 1/2 склянки томат-пюре, 2 кислих яблука, 2 помідори, 1/2 склянки сметани, 2 ст ложки вершкового масла і 1 ст. ложку дрібно нарубаного сала, по 1 кореню моркви і петрушки, 1/2 кореня селери, 1 цибулину, 1 ст. ложку дрібно посіченої зелені петрушки, 0,5 л бурякового квасу і 1,5 л. гарячої води, 2 горошини запашного перцю, і лавровий листок.